# Hapalotremus exilis
Hapalotremus exilis är en spindelart som först beskrevs av Cândido Firmino de Mello-Leitão 1923.  
Hapalotremus exilis ingår i släktet Hapalotremus och familjen fågelspindlar. Inga underarter finns listade i Catalogue of Life.